# Тайнінг
Тайнінг (нім. Thaining) — громада в Німеччині, розташована в землі Баварія. Підпорядковується адміністративному округу Верхня Баварія. Входить до складу району Ландсберг. Складова частина об'єднання громад Райхлінг.
Площа — 8,70 км2. Населення становить 1068 ос. (станом на 31 грудня 2020).